# Азатлик (організація)
Азатлик — з 2004 року масовий кримськотатарський рух, який ставить за мету видачу ділянок всім кримським татарам, які цього потребують.

## Виникнення руху
Офіційно рух оформлений 2007-го як правозахисна організація, фігурував як передвиборчий блок на виборах до Курултаю 5-го скликання.

## Політична орієнтація
Політична позиція Азатлику неоднозначна. На виборах 2006 та 2007 року Надір Бекиров виступав з підтримкою БЮТ, водночас критикуючи Меджліс за союз із, на його думку, неперспективним та нещирим у співпраці, блоком НУ.
З 2008 Бекиров виступає проти практично всіх українських партій, звинувачує Україну у продовженні геноциду, розпочатого Депортацією 1944 року.

## Діяльність
З цього ж моменту до того масовий рух Азатлик практично сходить нанівець, останні роки не було проведено жодної акції. Бекиров зосередився на публіцистичній та викладацькій роботі, багато уваги приділяє теоріям про «чистоту нації» та вимогам надати кримським татарам статусу корінного народу — як у деяких країнах Європи.